# Ireneusz Nowak
Ireneusz Mikołaj Nowak (ur. 6 grudnia 1972 w Końskich) – polski pilot wojskowy, generał dywizji Wojska Polskiego, dowódca 32 Bazy Lotnictwa Taktycznego (2014–2016); dowódca 2 Skrzydła Lotnictwa Taktycznego (2018–2021); od 2023 Inspektor Sił Powietrznych w Dowództwie Generalnym Rodzajów Sił Zbrojnych.

## Życiorys
Ireneusz Nowak urodził się 6 grudnia 1972 w Końskich. Absolwent Liceum Lotniczego w Dęblinie (1991). 

### Wykształcenie
Absolwent Wyższej Oficerskiej Szkoły Lotniczej w Dęblinie na kierunku pilot samolotów naddźwiękowych (1995); studiów dowódczo-sztabowych (2002) oraz studiów podyplomowych (2009) w Akademii Obrony Narodowej w Warszawie. Ukończył kurs praktyczny „Tactical Leadership Programme” w Albacete (Hiszpania) wykonując loty w charakterze MC (Mission Commander) w międzynarodowych ugrupowaniach lotniczych. Ukończył studia podyplomowe polityki obronnej w Akademii Wojennej Sił Powietrznych Stanów Zjednoczonych (Air War College) w Maxwell (2017).
Uzyskał stopień naukowy doktora w dziedzinie nauki społeczne, w dyscyplinie nauki o zarządzaniu i jakości, na Akademii WSB z siedzibą w Dąbrowie Górniczej (2023). Rozprawa doktorska: "Model kompetencji kadry podoficerskiej Sił Powietrznych w przyszłym środowisku operacyjnym".

### Służba wojskowa
Ireneusz Nowak w roku 1995 ukończył Wyższą Oficerską Szkołę Lotniczą na kierunku pilot samolotu naddźwiękowego w Dęblinie. Po promocji został skierowany na stanowisko pilota w 11 pułku lotnictwa myśliwskiego we Wrocławiu. Następnie w dalszej służbie był  na stanowiskach: dowódcy klucza, szefa szkolenia eskadry, szefa sztabu eskadry, dowódcy eskadry, dowódcy grupy działań lotniczych, szefa oddziału lotnictwa taktycznego, dowódcy Bazy, zastępcę dowódcy 2 Skrzydła Lotnictwa Taktycznego w jednostkach lotniczych: w 3 Korpusie Obrony Powietrznej we Wrocławiu, 10 eskadrze lotnictwa taktycznego i 32 Bazie Lotnictwa Taktycznego w Łasku oraz w Dowództwie Sił Powietrznych i Dowództwie Generalnym Rodzajów Sił Zbrojnych w Warszawie. 
Od roku 2004 aktywnie uczestniczył w programie  Peace Sky - wdrożenia do służby samolotów F-16 oraz Poland Hawk - z udziałem brytyjskich BAE Hawk. W latach 2005–2007 uczestniczył w szkoleniu lotniczym w USA, wykonywał loty na samolotach T-38C oraz F-16. 
Do 2014 jego nalot na wojskowych samolotach odrzutowych wynosił 2140 godz., z tego 1318 na samolocie F-16. Pilotował samoloty: TS-11 Iskra, MiG-21 MF/UM, BAE Hawk, T-38C Talon, F-16 Block 42, F-16 Block 52+. Posiada uprawnienia instruktorskie na samoloty F-16 włącznie z lotami w nocy. Od 1 lutego 2014 do 15 maja 2016 był dowódcą 32 Bazy Lotnictwa Taktycznego w Łasku. Następnie pełnił służbę w Dowództwie Sił Powietrznych. W sierpniu 2018 minister obrony narodowej Mariusz Błaszczak mianował go na stanowisko dowódcy 2 Skrzydła Lotnictwa Taktycznego w Poznaniu. Dowodząc 2 Skrzydłem Lotnictwa Taktycznego, 2 maja 2019, w Dzień Flagi Rzeczypospolitej Polskiej, był awansowany na stopień generała brygady przez prezydenta Rzeczypospolitej Polskiej Andrzeja Dudę. 20 grudnia 2021 w 31 Bazie Lotnictwa Taktycznego przekazał dowodzenie 2 Skrzydłem Lotnictwa Taktycznego. Podczas uroczystości w Poznaniu między innymi powiedział.
3 stycznia 2022 objął obowiązki na stanowisku Szefa Zarządu Wojsk Lotniczych – Zastępcy Inspektora Sił Powietrznych. Z dniem 1 marca 2023 wicepremier i szef MON Mariusz Błaszczak wyznaczył go na stanowisko Inspektora Sił Powietrznych w Dowództwie Generalnym RSZ. Ma ponad 3000 godzin nalotu na wojskowych samolotach odrzutowych, w tym ponad 2000 godzin na F-16. Jest pilotem klasy mistrzowskiej.

## Awanse
- podporucznik – 1995[12]
- porucznik
- kapitan
- major
- podpułkownik
- pułkownik

- generał brygady – 2 maja 2019[4][13]
- generał dywizji – 14 sierpnia 2023[14]

## Ordery, odznaczenia i wyróżnienia[4]
- Lotniczy Krzyż Zasługi (2023)[15]
- Złoty Medal „Za zasługi dla obronności kraju”
- Srebrny Medal „Siły Zbrojne w Służbie Ojczyzny”
- Srebrny Medal „Za zasługi dla obronności kraju”
- Brązowy Medal „Siły Zbrojne w Służbie Ojczyzny”
- Brązowy Medal za Zasługi dla Policji
- Odznaka tytułu honorowego „Zasłużony Żołnierz Rzeczypospolitej Polskiej” z odznaką III stopnia
- Medal Stulecia Odzyskanej Niepodległości
- Medal „Pro Patria” (2023)[16]
- Odznaka pamiątkowa 32 Bazy Lotnictwa Taktycznego – 2014, ex officio
- Odznaka pamiątkowa 2 Skrzydła Lotnictwa Taktycznego – 2018, ex officio
- Odznaka Pilota Wojskowego

i inne